# Neil Stephens

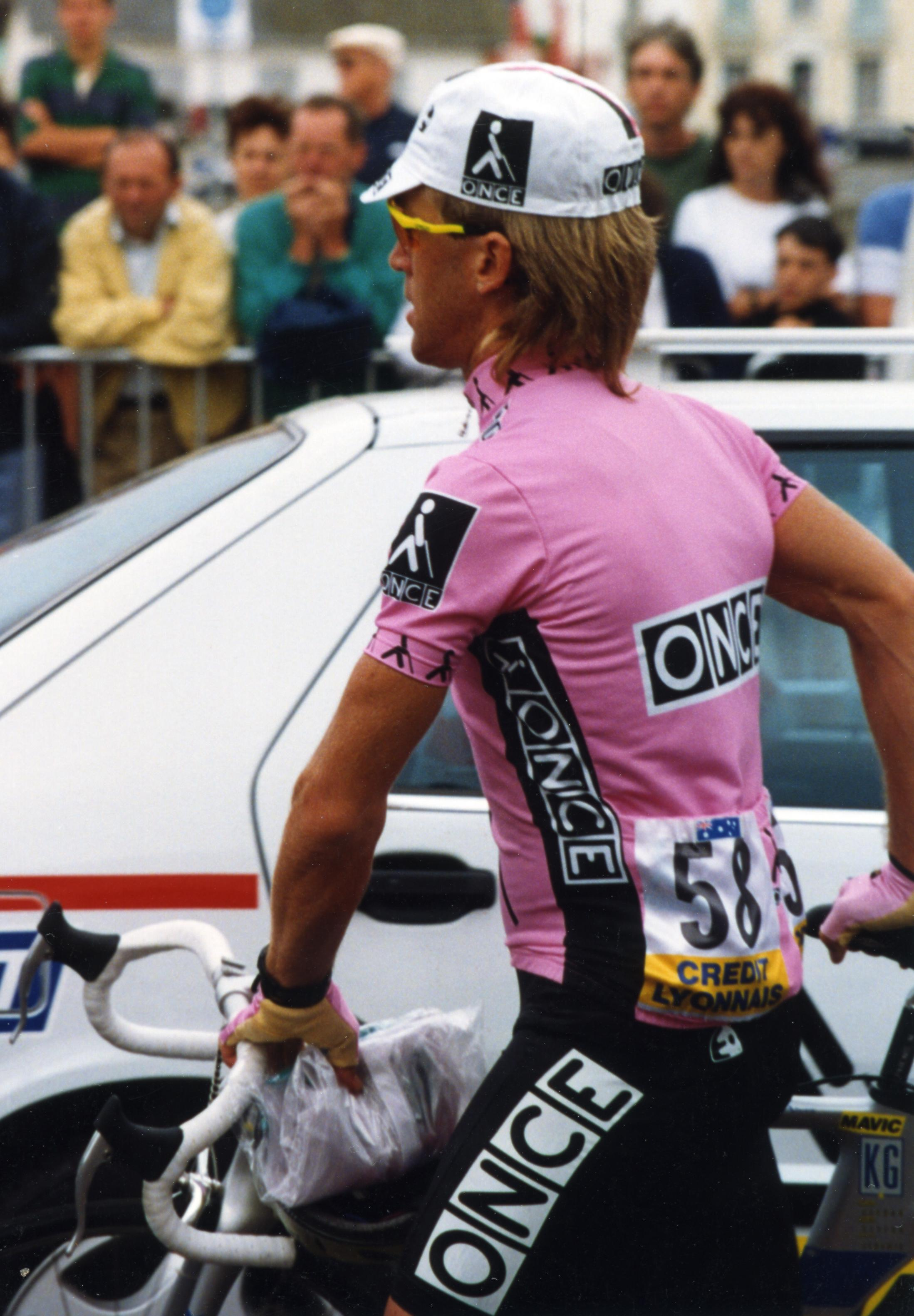
Neil Stephens lors du Tour de France 1993.

Neil Stephens (né le 1er octobre 1963 à Canberra) est un coureur cycliste et directeur sportif australien. Professionnel de 1985 à 1998, Neil Stephens a été double champion d'Australie sur route. Il a principalement été employé comme coéquipier, notamment dans l'équipe espagnole ONCE. Il y a participé à la victoire de Laurent Jalabert au Tour d'Espagne 1995. Il est par la suite directeur sportif.

## Biographie
En 1987, membre d'une petite équipe professionnelle britannique, il prépare, en Tasmanie, une tentative contre les records d'Australie des 20 km et de l'heure. La réussite est plus grande encore puisqu'il bat les records du monde professionnels des 20 km et de l'heure. Il met 25 min 17 s 891 pour couvrir les 20 km. Et il parcourt 47,227 km dans l'heure, sur la piste couverte du vélodrome de Launceston.
En 1991, il est recruté par l'équipe espagnole ONCE. Il est champion d'Australie cette année-là. En 1992, il participe et termine les trois grands tours, comme l'Italien Guido Bontempi. Seuls 20 coureurs ont réussi cet exploit avant eux, et Stephens est le premier non-Européens à y parvenir.
En 1997, il rejoint l'équipe Festina-Lotus et remporte une étape du Tour de France à Colmar devant ses douze compagnons d'échappée. L'année suivante, dans le cadre de l'affaire Festina, il avoue avoir consommé de l'EPO en précisant croire à l'époque qu'il s'agissait de vitamines.
Il met fin à sa carrière de coureur et devient en 2000 directeur sportif adjoint de l'équipe Linda McCartney. En 2006, il est recruté au même poste par Liberty Seguros, où il retrouve Manolo Saiz, manager de la ONCE. Après un passage chez SouthAustralia.com en 2007, il a fait partie de l'encadrement de la Caisse d'Épargne durant trois ans. Il rejoint en 2012 la formation australienne GreenEDGE, avec qui, il reste jusqu'en septembre 2018.
Il rejoint ensuite UAE-Team Emirates pendant 2 saisons. Puis, en 2021, Bahrain-Victorious.

## Palmarès

### Par années
- 1985
  - 5e (contre-la-montre) et 13e étapes du Herald Sun Tour
- 1986
  - Herald Sun Tour :
    - Classement général
    - 5e (contre-la-montre) et 11e étapes
- 1987
  - 2e du Herald Sun Tour
- 1988
  - 10e étape de la Milk Race
  - 2e du Herald Sun Tour
- 1990
  - 3ea (contre-la-montre), 3eb, 4e et 6e étapes du Trophée Joaquim-Agostinho
  - 5e étape du Tour du Portugal
  - 9e étape du Herald Sun Tour
  - 2e du Trofeo Masferrer
  - 3e du GP Llodio
  - 3e du Herald Sun Tour
- 1991
  -  Champion d'Australie sur route
  - Prueba Villafranca de Ordizia
- 1992
  - Trofeo Calvia
- 1993
  - Prueba Villafranca de Ordizia
  - 4e étape de la Bicyclette basque
  - 2e du Trofeo Comunidad Foral de Navarra
  - 3e du Tour d'Andalousie
- 1994
  -  Champion d'Australie sur route
  - Prueba Villafranca de Ordizia
- 1995
  - Prueba Villafranca de Ordizia
  - Geelong Bay Classic Series :
    - Classement général
    - 1re, 3e et 4e étapes

  - Tasmania Summer Tour :
    - Classement général
    - Prologue et 3e étape

  - 2e du champion d'Australie sur route
- 1996
  - Classement général du Tour d'Andalousie
  - 5ea étape du Tour du Pays basque
  - 3e du Chrono des Herbiers
  - 10e du championnat du monde du contre-la-montre
- 1997
  - 2eb étape du Tour méditerranéen (contre-la-montre par équipes)
  - 17e étape du Tour de France
- 1998
  - 3e et 5e étapes du Tasmania Summer Tour

### Résultats sur les grands tours

#### Tour de France
7 participations
- 1992 : 74e
- 1993 : abandon
- 1994 : 52e
- 1995 : 60e
- 1996 : 49e
- 1997 : 54e, vainqueur de la 17e étape
- 1998 : exclu à la 7e étape avec l'ensemble des coureurs de l'équipe Festina

#### Tour d'Espagne
5 participations
- 1992 : 66e
- 1994 : 26e
- 1995 : 29e
- 1996 : abandon
- 1997 : 55e

#### Tour d'Italie
2 participations
- 1986 : 78e
- 1992 : 57e

## Distinction
- Sir Hubert Opperman Trophy en 1987[8]